# Intestinirhabdus
Genre
Intestinirhabdus est un genre de bacilles Gram négatifs (BGN), de la famille des Enterobacteriaceae. En 2025 c'est un genre monospécifique, l'espèce type Intestinirhabdus alba Xu et al. 2020 étant l'unique espèce connue.

## Étymologie
Le nom Intestinirhabdus, composé du latin intestinum (« intestin ») et du grec ῥάβδος / rhábdos (« baguette, bâton »), peut se traduire par « bacille intestinal ». Il fait référence au tube digestif des larves du coléoptère Zophobas atratus, capables de digérer le polystyrène, d'où ce genre bactérien a été isolé pour la première fois.